# Сан-Хуан-де-Гредос
Сан-Хуан-де-Гредос (ісп. San Juan de Gredos) — муніципалітет в Іспанії, у складі автономної спільноти Кастилія-і-Леон, у провінції Авіла. Населення — 354 особи (2010).
Муніципалітет розташований на відстані близько 130 км на захід від Мадрида, 55 км на південний захід від Авіли.
На території муніципалітету розташовані такі населені пункти: (дані про населення за 2010 рік)
- Ергіхуела: 62 особи
- Навасепеда-де-Тормес: 240 осіб
- Сан-Бартоломе-де-Тормес: 52 особи

## Демографія
Динаміка населення (INE ):